# Colégio de Consultores Diocesano
O Colégio dos Consultores é obrigatório em todas as dioceses católicas.É regulamentado de acordo com as normas estabelecidas pelo Código de Direito Canônico e por um  Estatuto particular.
A natureza própria do Colégio dos Consultores é auxiliar o bispo Diocesano no governo da diocese com seu conselho e, às vezes, com seu consentimento, segundo as funções que lhe competem e as normas determinadas pelo Direito Canônico.
O Colégio dos Consultores é constituído por presbíteros, em número não inferior a seis e não superior a doze, livremente escolhidos pelo Bispo Diocesano entre os membros do Conselho Presbiteral. Se um membro do Colégio dos Consultores renunciar à sua função ou vier a falecer, o Bispo não está obrigado a nomear um substituto, conquanto o número mínimo de seis membros seja mantido. 
O Colégio dos Consultores será sempre convocado pelo Bispo Diocesano ou por quem o substitui à norma do Direito. A participação às reuniões é obrigatória e preferencial para todos os membros do Colégio dos Consultores. Quando um membro faltar, deve justificar, por escrito, sua ausência, com alegação dos motivos impedientes. A não participação injustificada poderá acarretar a advertência por parte do Bispo e, na reincidência, até a privação da função, dependente do estatuto das dioceses.